# Liste der Bodendenkmäler im Zerzabelshofer Forst
Auf dieser Seite sind die Bodendenkmäler in dem mittelfränkischen gemeindefreien Gebiet Zerzabelshofer Forst zusammengestellt. Diese Tabelle ist eine Teilliste der Liste der Bodendenkmäler in Bayern. Grundlage ist die Bayerische Denkmalliste, die auf Basis des Bayerischen Denkmalschutzgesetzes vom 1. Oktober 1973 erstmals erstellt wurde und seither durch das Bayerische Landesamt für Denkmalpflege geführt wird. Die folgenden Angaben ersetzen nicht die rechtsverbindliche Auskunft der Denkmalschutzbehörde.

Mit dem Stand vom 3. Juli 2018 sind sechs Bodendenkmäler vom gemeindefreien Gebiet Zerzabelshofer Forst in der Bayerischen Denkmalliste eingetragen.

## Liste der Bodendenkmäler
| Lage                                                | Objekt                                    | Akten-Nr.     | Bild |
| --------------------------------------------------- | ----------------------------------------- | ------------- | ---- |
| Laufamholzer Forst, Zerzabelshofer Forst (Standort) | Siedlung der Bronzezeit                   | D-5-6533-0132 |      |
| Zerzabelshofer Forst (Standort)                     | Grabhügel vorgeschichtlicher Zeitstellung | D-5-6532-0309 |      |
| Zerzabelshofer Forst (Standort)                     | Grabhügel vorgeschichtlicher Zeitstellung | D-5-6532-0310 |      |
| Zerzabelshofer Forst (Standort)                     | Grabhügel der späten Bronzezeit           | D-5-6532-0311 |      |
| Zerzabelshofer Forst (Standort)                     | Grabhügel der Bronzezeit                  | D-5-6532-0312 |      |
| Zerzabelshofer Forst (Standort)                     | Grabhügel vorgeschichtlicher Zeitstellung | D-5-6532-0313 |      |